# Wayne Shelton
Wayne Shelton è un personaggio immaginario protagonista di una omonima serie a fumetti franco-belga creata da Jean Van Hamme e disegnata da Christian Denayer pubblicata a partire dal 2001.

## Trama
Il protagonista della serie è un avventuriero americano cinquantenne, veterano della Guerra del Vietnam.

## Autori
- Sceneggiatura: Jean van Hamme (volumi 1,2 e dal 9), Thierry Cailleteau (volumi dal 3 all'8)
- Disegni: Christian Denayer
- Colori: Bertrand Denoulet

## Elenco degli albi
In Italia, l'opera integrale più completa che raccoglie tutte le pubblicazioni dal 2001 al 2017 è la collana Albi avventura edita da La Gazzetta dello Sport composta da 7 albi brossurati ed uscita in edicola con cadenza settimanale nel 2018; ogni albo contiene una pagina di redazionale e due storie (tranne l'ultimo numero che contiene solo una storia).
| Numero tomo | Titolo originale       | Titolo italiano        | Anno                           | Pubblicazioni italiane                             |
| ----------- | ---------------------- | ---------------------- | ------------------------------ | -------------------------------------------------- |
| 1           | La mission             | La missione            | gennaio 2001, Dargaud Editeur  | - Albi avventura n. 19, 2018, Gazzetta dello Sport |
| 2           | La trahison            | Il tradimento          | ottobre 2002, Dargaud Editeur  | - Albi avventura n. 19, 2018, Gazzetta dello Sport |
| 3           | Le contrat             | Il contratto           | ottobre 2003, Dargaud Editeur  | - Albi avventura n. 20, 2018, Gazzetta dello Sport |
| 4           | Le survivant           | Il sopravvissuto       | novembre 2004, Dargaud Editeur | - Albi avventura n. 20, 2018, Gazzetta dello Sport |
| 5           | La vengeance           | La rappresaglia        | gennaio 2006, Dargaud Editeur  | - Albi avventura n. 21, 2018, Gazzetta dello Sport |
| 6           | L'otage                | L'ostaggio             | febbraio 2007, Dargaud Editeur | - Albi avventura n. 21, 2018, Gazzetta dello Sport |
| 7           | La Lance de Longinus   | La lancia di Longino   | aprile 2008, Dargaud Editeur   | - Albi avventura n. 22, 2018, Gazzetta dello Sport |
| 8           | La nuit des aigles     | La notte delle aquile  | maggio 2009, Dargaud Editeur   | - Albi avventura n. 22, 2018, Gazzetta dello Sport |
| 9           | Son altesse Honesty!   | Sua altezza Honesty!   | novembre 2010, Dargaud Editeur | - Albi avventura n. 23, 2018, Gazzetta dello Sport |
| 10          | La rançon              | Il riscatto            | novembre 2011, Dargaud Editeur | - Albi avventura n. 23, 2018, Gazzetta dello Sport |
| 11          | Cent millions de pesos | Cento milioni di pesos | febbraio 2013, Dargaud Editeur | - Albi avventura n. 24, 2018, Gazzetta dello Sport |
| 12          | No return              | No return              | novembre 2014, Dargaud Editeur | - Albi avventura n. 24, 2018, Gazzetta dello Sport |
| 13          | Vendetta               | Vendetta               | agosto 2017, Dargaud Editeur   | - Albi avventura n. 25, 2018, Gazzetta dello Sport |